# Особняк Курлиной
Особняк Александры Курлиной находится в Самаре на пересечении улиц Красноармейской и Фрунзе. Дом в стиле модерн является одним из наиболее достопримечательных памятников архитектуры города. В настоящее время в особняке расположен Музей модерна.

## История
Дом был построен в 1903 году купцом I гильдии А. Г. Курлиным для своей супруги А. П. Курлиной, в честь которой носит своё сегодняшнее неформальное название. Дом стал одним из первых в Самаре зданий в стиле модерн. Архитектор — А. У. Зеленко. Адрес — г. Самара, улица Фрунзе, д. 159. Дом на момент сдачи был оборудован самыми современными коммуникациями — электрическим освещением, калориферной системой отопления, водопроводом, канализацией и телефоном.
Из-за душевной болезни Курлина, управление всеми активами в 1908 г. взяла на себя его жена Александра. Через 4 года после смерти мужа в 1918 г. Александра Курлина в связи с революционными событиями переехала в Москву.
В 1918 году, в период гражданской войны Самару занял восставший против большевиков Чехословацкий корпус, и дом Курлиной был заселён контрразведкой чехословацкой армии.
С 1941 по 1943 год, в результате эвакуации дипломатического корпуса из Москвы в Куйбышев, здание занимало посольство Швеции.
В 1966 году решением Исполнительного комитета Куйбышевского областного Совета депутатов трудящихся № 617 «Об охране памятников истории и культуры» особняк Курлиных был внесён в список охраняемых зданий как «дом, в подвале которого бело-эсеровской контрразведкой в 1918 г. расстреляно много красноармейцев». На здании была установлена мемориальная доска с надписью «Рабочий класс чтит светлую память беззаветных героев рабочего класса, зверски замученных в подвалах этого дома чехоучредиловской контрразведкой в 1918 году». В 1990-е годы доска была демонтирована.
В 1970-е годы здание было передано областному краеведческому музею. В 1995 году по указу Президента РФ Б. Ельцина «Усадьба Курлиных» получила статус памятника истории и культуры федерального значения.

### Реконструкция 2008—2012 годов
1 июня 2008 года музей был закрыт для посещения. По заказу министерства культуры и молодёжной политики Самарской области в нём была проведена реконструкция. Были проведены работы по восстановлению дворовых построек, далее специалисты занялись непосредственно самим домом. Восстановлено было всё — от интерьеров до крыши, также был укреплён фундамент.
На время реставрации все экспонаты переехали в фонд Самарского областного историко-краеведческого музея им. П. В. Алабина. Часть экспонатов вошла в историко-краеведческую экспозицию «Перекрёстки самарской истории». Открыта обновлённая усадьба 25 декабря 2012 года. После открытия в здании разместился Музей модерна.
По результатам реставрации стало ясно, что восстановленный облик особняка отличается от первоначального: «не был возвращён первоначальный цвет, столетие назад особняк был смелее окрашен, например, горизонтальные поля из плитки имели другой, более яркий оттенок. Также растительный узор, обрамляющий окно на скошенном углу здания, сегодня имеет такой же цвет, как и поверхность стены, что создаёт впечатление лепного декора, хотя выполнен он из металла»

### Музей модерна
Музей занимается изучением и популяризацией стиля модерн в регионе, сбором информации и предметов этой эпохи. В 2013 году открылась постоянная экспозиция в трёх залах парадного первого этажа: «кабинет», «будуар», и «столовая». В экспозиции представлены мебель, одежда, живопись, аксессуары европейских и русских мастеров начала 20 века. Один из посещаемых музеев Самары.
Помимо основной экскурсионной деятельности в музее регулярно проходят события, ориентированные на молодёжную аудиторию, детей, местное сообщество. Музей организовывает лекции, концерты, пешеходные и велоэкскурсии по г. Самаре, выставки актуальных художников, фестивали. Объединяя усилия и сотрудничая с профессионалами в различных областях культуры и искусства, ведущими музеями страны и мира, он стал не только важной выставочной площадкой, но и научным, образовательным, креативным культурным центром. В летний период основным местом проведения событий становится двор и сад музея.
В состав музейного комплекса входит музей для детей «Зеленка» — пространство для детей, в основу которого легли идеи архитектора и педагога А. У. Зеленко.

## Архитектура
В доме насчитывается 22 комнаты, каждая из которых по-своему уникальна и индивидуальна. На второй этаж ведёт узорная кованая металлическая лестница. В качестве отделки применена цветная изразцовая плитка.
Фасад отделан голубой блестящей плиткой, гармонирует по цвету с матовой побелкой цоколя и зелёными вставками из фактурных изразцов. На фасаде присутствует лепнина: женская голова (хозяйки дома) на фронтоне и растение с длинными текучими стеблями над угловым окном. Металлические решётки в виде стилизованных крыльев бабочки, стрекоза на крыше и ажурные ворота придают дому неповторимость и воздушность кованых конструкций.

## Интересные факты
- А. Н. Толстой в романе «Хождение по мукам» упоминает дом Курлиной, называя его «нелепо роскошным».
- Есть легенда, что лепное изображение изящной женской головки над парадным входом и парящей нимфы на потолке будуара воплощают образ прекрасной хозяйки Сандры Курлиной.
- В подвале находится мемориальная зона — стена с выбоинами от пуль и надписями, оставленными арестованными чехословацкой контрразведкой красноармейцами. По другой версии следы оставлены анархистами, штаб которых располагался в доме Курлиной, в подвале же был тир, откуда и характерные следы на стене.